# Triệu Ái
Triệu Ái là một xã cũ thuộc huyện Triệu Phong, tỉnh Quảng Trị, Việt Nam.
Xã Triệu Ái có diện tích 101,63 km², dân số năm 1999 là 4.252 người, mật độ dân số đạt 42 người/km².
Ngày 16 tháng 6 năm 2025, Ủy ban Thường vụ Quốc hội ban hành Nghị quyết số 1680/NQ-UBTVQH15 về việc sắp xếp các đơn vị hành chính cấp xã của tỉnh Quảng Trị năm 2025.. Theo đó, hợp nhất xã Triệu Ái, xã Triệu Giang, xã Triệu Long thành xã Ái Tử.

## Hành chính
Xã Triệu Ái được chia thành 5 thôn: Ái Tử, Hà Xá, Kiên Phước, Nại Hiệp, Tân Kiên.